# Liste der Monuments historiques in Charleville-Mézières
Die Liste der Monuments historiques in Charleville-Mézières führt die Monuments historiques in der französischen Gemeinde Charleville-Mézières auf.

## Liste der Immobilien
| Bezeichnung                        | Beschreibung | Standort                                              | Kennzeichnung | Schutzstatus   | Datum      | Bild           |
| ---------------------------------- | --- | ----------------------------------------------------- | ------------- | -------------- | ---------- | -------------- |
| Kirche St-Lie                      | ab dem 15. Jahrhundert | Mohon, place de Mohon (Lage)                          | PA00078362    | Classé         | 1911       | weitere Bilder |
| Wohn- und Geschäftshaus            | zwischen 1612 und 1628 erbaut | Charleville, 10 place Ducale (Lage)                   | PA00078373    | Classé         | 1944       | weitere Bilder |
| Wohn- und Geschäftshaus            | zwischen 1612 und 1628 erbaut | Charleville, 14 place Ducale (Lage)                   | PA00078377    | Classé         | 1942       | weitere Bilder |
| Wohn- und Geschäftshaus            | zwischen 1612 und 1628 erbaut | Charleville, 26 place Ducale (Lage)                   | PA00078389    | Classé         | 1941       | weitere Bilder |
| Wohn- und Geschäftshaus            | zwischen 1612 und 1628 erbaut, heute Musée de l’Ardenne | Charleville, 33 place Ducale (Lage)                   | PA00078395    | Classé         | 1945       | weitere Bilder |
| Bahnbetriebswerk Mohon             | 1906/07 erbaut | Mohon, rue du Port (Lage)                             | PA00078462    | Inscrit        | 1984 2006  | weitere Bilder |
| Wohnhaus                           | zwischen 1828 und 1833 im italienischen Stil erbaut | Mézières, 26 boulevard de Béthune (Lage)              | PA08000007    | Inscrit        | 2001       | weitere Bilder |
| La Macérienne                      | Fahrrad- und Automobilfabrik, zwischen 1894 und 1930 erbaut | Mézières, 4, 10 avenue Louis-Tirman (Lage)            | PA08000014    | Inscrit        | 2012 2014  | weitere Bilder |
| Bains-Douches                      | zwischen 1896 und 1925 erbaut, Architekt Francis Despas | Charleville, 5 rue Couvelet (Lage)                    | PA08000001    | Inscrit        | 1996       | weitere Bilder |
| Place Ducale                       | zwischen 1612 und 1628 angelegt, Architekt Clément Métezeau | Charleville, place Ducale (Lage)                      | PA00078416    | Classé         | 1936       | weitere Bilder |
| Vieux Moulin                       | 1626 erbaut, Architekt Clément Métezeau; heute Musée Arthur Rimbaud | Charleville, square du Vieux moulin (Lage)            | PA00078419    | Classé         | 1981       | weitere Bilder |
| Wohn- und Geschäftshaus            | zwischen 1612 und 1628 erbaut | Charleville, 17 place Ducale (Lage)                   | PA00078380    | Classé         | 1944       | weitere Bilder |
| Wohn- und Geschäftshaus            | zwischen 1612 und 1628 erbaut | Charleville, 20 place Ducale (Lage)                   | PA00078383    | Classé         | 1942       | weitere Bilder |
| Wohn- und Geschäftshaus            | zwischen 1612 und 1628 erbaut | Charleville, 27 place Ducale (Lage)                   | PA00078390    | Classé         | 1945       | weitere Bilder |
| Wohn- und Geschäftshaus            | zwischen 1612 und 1628 erbaut | Charleville, 30 place Ducale (Lage)                   | PA00078392    | Classé         | 1944       | weitere Bilder |
| Wohn- und Geschäftshaus            | zwischen 1612 und 1628 erbaut | Charleville, 37 place Ducale (Lage)                   | PA00078399    | Classé         | 1932       | weitere Bilder |
| Wohn- und Geschäftshaus            | zwischen 1612 und 1628 erbaut | Charleville, 39 place Ducale (Lage)                   | PA00078401    | Classé         | 1942       | weitere Bilder |
| Wohn- und Geschäftshaus            | zwischen 1612 und 1628 erbaut | Charleville, 50 place Ducale (Lage)                   | PA00078408    | Classé         | 1945       | weitere Bilder |
| Maison Fortan                      | Portal | Mézières, 1 rue de Jaubert (Lage)                     | PA00078414    | Inscrit        | 1927       |                |
| Ortsbefestigung                    | Porte Jolly, 18. Jahrhundert | Moncy-Saint-Pierre, rue Jules Ferry                   | PA00078418    | Inscrit        | 1948       |                |
| Wohn- und Geschäftshaus            | zwischen 1612 und 1628 erbaut | Charleville, 9 place Ducale (Lage)                    | PA00078372    | Classé         | 1945       | weitere Bilder |
| Wohn- und Geschäftshaus            | zwischen 1612 und 1628 erbaut | Charleville, 12 place Ducale (Lage)                   | PA00078375    | Classé         | 1944       | weitere Bilder |
| Wohn- und Geschäftshaus            | zwischen 1612 und 1628 erbaut | Charleville, 15 place Ducale (Lage)                   | PA00078378    | Classé         | 1944       | weitere Bilder |
| Wohn- und Geschäftshaus            | zwischen 1612 und 1628 erbaut | Charleville, 18 place Ducale (Lage)                   | PA00078381    | Classé         | 1942       | weitere Bilder |
| Wohn- und Geschäftshaus            | zwischen 1612 und 1628 erbaut | Charleville, 21 place Ducale (Lage)                   | PA00078384    | Classé         | 1942       | weitere Bilder |
| Wohn- und Geschäftshaus            | zwischen 1612 und 1628 erbaut | Charleville, 28 place Ducale (Lage)                   | PA00078391    | Classé         | 1944       | weitere Bilder |
| Wohn- und Geschäftshaus            | zwischen 1612 und 1628 erbaut; im Hof von Nr. 40: Portal, 17. Jahrhundert | Charleville, 38, 40 place Ducale (Lage)               | PA00078400    | Inscrit Classé | 1928 1942  | weitere Bilder |
| Wohn- und Geschäftshaus            | zwischen 1612 und 1628 erbaut | Charleville, 41 place Ducale (Lage)                   | PA00078402    | Classé         | 1945       | weitere Bilder |
| Wohn- und Geschäftshaus            | zwischen 1612 und 1628 erbaut | Charleville, 54 place Ducale (Lage)                   | PA00078410    | Classé         | 1945       | weitere Bilder |
| Portal                             | aus der zweiten Hälfte des 17. Jahrhunderts | Charleville, 30, 32 rue Victoire-Cousin (Lage)        | PA00078412    | Inscrit        | 1985       | weitere Bilder |
| Maison de l’Ardenne                | 1930 erbaut | Charleville, 18 B avenue Georges Corneau (Lage)       | PA00078413    | Classé Inscrit | 1980 /1980 | weitere Bilder |
| Basilika Notre-Dame-de-l’Espérance | Bau 1499 begonnen, 1615 abgeschlossen | Mézières, place de la Basilique (Lage)                | PA00078361    | Classé         | 1910       | weitere Bilder |
| Stadtbefestigung von Mézières      | Reste der inneren mittelalterlichen Befestigung, ab dem 13. Jahrhundert; Anlage einer modernen Stadtbefestigung mit Zitadelle ab der zweiten Hälfte des 16. Jahrhunderts; Ausbau der der Befestigungsanlagen unter Sébastien Le Prestre de Vauban zwischen 1675 und 1692; teilweiser Abbruch der Befestigungen ab 1872 | Mézières, promenade des Remparts (Lage)               | PA00078363    | Inscrit        | 1926       | weitere Bilder |
| Hôtel de Ville                     | 1843 erbaut | Charleville, 1, 3 place Ducale (Lage)                 | PA00078365    | Classé         | 1942 1945  | weitere Bilder |
| Wohn- und Geschäftshaus            | zwischen 1612 und 1628 erbaut | Charleville, 5 place Ducale (Lage)                    | PA00078368    | Classé         | 1942       | weitere Bilder |
| Wohn- und Geschäftshaus            | zwischen 1612 und 1628 erbaut | Charleville, 6 place Ducale (Lage)                    | PA00078369    | Classé         | 1945       | weitere Bilder |
| Wohn- und Geschäftshaus            | zwischen 1612 und 1628 erbaut | Charleville, 19 place Ducale (Lage)                   | PA00078382    | Classé         | 1932       | weitere Bilder |
| Wohn- und Geschäftshaus            | zwischen 1612 und 1628 erbaut | Charleville, 22 place Ducale (Lage)                   | PA00078385    | Classé         | 1945       | weitere Bilder |
| Wohn- und Geschäftshaus            | zwischen 1612 und 1628 erbaut | Charleville, 23 place Ducale (Lage)                   | PA00078386    | Classé         | 1945       | weitere Bilder |
| Wohn- und Geschäftshaus            | zwischen 1612 und 1628 erbaut | Charleville, 24 place Ducale (Lage)                   | PA00078387    | Classé         | 1941       | weitere Bilder |
| Wohn- und Geschäftshaus            | zwischen 1612 und 1628 erbaut | Charleville, 35 place Ducale (Lage)                   | PA00078397    | Classé         | 1944       | weitere Bilder |
| Wohn- und Geschäftshaus            | zwischen 1612 und 1628 erbaut | Charleville, 36 place Ducale (Lage)                   | PA00078398    | Classé         | 1942       | weitere Bilder |
| Wohn- und Geschäftshaus            | zwischen 1612 und 1628 erbaut | Charleville, 42 place Ducale (Lage)                   | PA00078403    | Classé         | 1932       | weitere Bilder |
| Wohn- und Geschäftshaus            | zwischen 1612 und 1628 erbaut | Charleville, 43 place Ducale (Lage)                   | PA00078404    | Classé         | 1944       | weitere Bilder |
| Wohn- und Geschäftshaus            | zwischen 1612 und 1628 erbaut | Charleville, 44 place Ducale (Lage)                   | PA00078405    | Classé         | 1932       | weitere Bilder |
| Wohn- und Geschäftshaus            | zwischen 1612 und 1628 erbaut | Charleville, 52 place Ducale (Lage)                   | PA00078409    | Classé         | 1944       | weitere Bilder |
| Wohnhäuser                         | vier Skulpturen in Nischen | Charleville, 16–19, 44–47 rue de la République (Lage) | PA00078415    | Classé         | 1936       | weitere Bilder |
| Wohn- und Geschäftshaus            | aus dem 18. oder 19. Jahrhundert | Charleville, 2 place Ducale (Lage)                    | PA00078366    | Classé         | 1945       | weitere Bilder |
| Wohn- und Geschäftshaus            | aus dem 18. oder 19. Jahrhundert | Charleville, 4 place Ducale (Lage)                    | PA00078367    | Classé         | 1944       | weitere Bilder |
| Wohn- und Geschäftshaus            | zwischen 1612 und 1628 erbaut | Charleville, 7 place Ducale (Lage)                    | PA00078370    | Classé         | 1942       | weitere Bilder |
| Wohn- und Geschäftshaus            | zwischen 1612 und 1628 erbaut | Charleville, 8 place Ducale (Lage)                    | PA00078371    | Classé         | 1941       | weitere Bilder |
| Wohn- und Geschäftshaus            | zwischen 1612 und 1628 erbaut | Charleville, 11 place Ducale (Lage)                   | PA00078374    | Classé         | 1944       | weitere Bilder |
| Wohn- und Geschäftshaus            | zwischen 1612 und 1628 erbaut | Charleville, 13 place Ducale (Lage)                   | PA00078376    | Classé         | 1944       | weitere Bilder |
| Wohn- und Geschäftshaus            | zwischen 1612 und 1628 erbaut | Charleville, 16 place Ducale (Lage)                   | PA00078379    | Classé         | 1942       | weitere Bilder |
| Wohn- und Geschäftshaus            | zwischen 1612 und 1628 erbaut | Charleville, 25 place Ducale (Lage)                   | PA00078388    | Classé         | 1945       | weitere Bilder |
| Wohn- und Geschäftshaus            | zwischen 1612 und 1628 erbaut; heute Musée de l’Ardenne | Charleville, 29, 31 place Ducale (Lage)               | PA00078393    | Classé         | 1945       | weitere Bilder |
| Wohn- und Geschäftshaus            | zwischen 1612 und 1628 erbaut | Charleville, 32 place Ducale (Lage)                   | PA00078394    | Classé         | 1942       | weitere Bilder |
| Wohn- und Geschäftshaus            | zwischen 1612 und 1628 erbaut | Charleville, 34 place Ducale (Lage)                   | PA00078396    | Classé         | 1942       | weitere Bilder |
| Wohn- und Geschäftshaus            | zwischen 1612 und 1628 erbaut | Charleville, 46 place Ducale (Lage)                   | PA00078406    | Classé         | 1945       |                |
| Wohn- und Geschäftshaus            | zwischen 1612 und 1628 erbaut | Charleville, 48 place Ducale (Lage)                   | PA00078407    | Classé         | 1945       | weitere Bilder |
| Wohn- und Geschäftshaus            | zwischen 1612 und 1628 erbaut | Charleville, 56 place Ducale (Lage)                   | PA00078411    | Classé         | 1942       | weitere Bilder |
| Präfektur                          | zwischen 1780 und 1789 erbaut, mit Bauteilen des Palais des Tournelles von 1566; ehemalige École royale du génie de Mézières | Mézières, (Lage)                                      | PA00078417    | Inscrit        | 1972       | weitere Bilder |

## Liste der Objekte
| Bezeichnung                                                  | Beschreibung                                                                                            | Standort                                                   | Kennzeichnung | Schutzstatus   | Datum | Bild           |
| ------------------------------------------------------------ | --- | ---------------------------------------------------------- | ------------- | -------------- | ----- | -------------- |
| Chororgel                                                    | Hauptaeintrag für PM08000118                                                                            | Charleville, in der Kirche St-Rémi (Lage)                  | PM08000693    | Classé         | 1982  |                |
| Instrumentalteil der Chororgel                               | 1863 von Aristide Cavaillé-Coll gebaut                                                                  | Charleville, in der Kirche St-Rémi (Lage)                  | PM08000118    | Classé         | 1982  |                |
| Skulptur Notre-Dame de Charleville                           | Darstellung der Madonna mit Kind; Holz, farbig gefasst, 18. Jahrhundert                                 | Charleville, in der Kirche St-Rémi (Lage)                  | PM08001283    | Inscrit        | 2010  |                |
| Mörser (1)                                                   | Bronze, 1639 gegossen                                                                                   | Mézières, im Krankenhaus (Lage)                            | PM08000115    | Classé         | 1933  |                |
| Wandvertäfelung der Apotheke                                 | Holz, 18. Jahrhundert                                                                                   | Charleville, im ehemaligen Hospital Covisart (Lage)        | PM08000121    | Classé         | 1973  |                |
| Wandvertäfelung des Chorraums                                | Eichenholz, Mitte des 18. Jahrhunderts                                                                  | Mohon, in der Kirche St-Lié (Lage)                         | PM08001241    | Inscrit        | 1988  |                |
| Kanzel                                                       | Kalkstein und Holz, farbig gefasst, Kupfer, bemalt, 1863                                                | Charleville, in der Kirche St-Rémi (Lage)                  | PM08001148    | Inscrit        | 1988  |                |
| Zwei Seitenaltäre                                            | jeweils Altartisch, Tabernakel und Retabel; Kalkstein, farbig gefasst, Marmor, Holz, vergoldet, um 1700 | Mohon, in der Kirche St-Lié (Lage)                         | PM08001243    | Inscrit        | 1988  |                |
| Gemälde Kreuzigung                                           | Ölfarbe auf Leinwand, 16. Jahrhundert, Lambert Lombard zugeschrieben                                    | Mézières, in der Basilika Notre-Dame-de-l’Espérance (Lage) | PM08000106    | Classé         | 1911  |                |
| Taufbecken (1)                                               | Kalkstein, 12. Jahrhundert; aus Vaux-lès-Rubigny                                                        | Mézières, im Garten des Départementsarchiv (Lage)          | PM08000113    | Classé         | 1961  |                |
| Taufbecken (2)                                               | Stein, 16. Jahrhundert                                                                                  | Mohon, in der Kirche St-Lié (Lage)                         | PM08000119    | Classé         | 1970  |                |
| Drei Mörser                                                  | Bronze, undatiert                                                                                       | Charleville, im ehemaligen Hospital Covisart (Lage)        | PM08000625    | Classé         | 1973  |                |
| Zwei Reliquiare                                              | Glas, undatiert                                                                                         | Charleville, im ehemaligen Hospital Covisart (Lage)        | PM08000627    | Classé         | 1973  |                |
| Gemälde Heiliger Rochus                                      | Ölfarbe auf Leinwand, maroufliert, zweite Hälfte des 19. Jahrhunderts                                   | Charleville, in der Kirche St-Rémi (Lage)                  | PM08001151    | Inscrit        | 1988  |                |
| Chorgestühl (1)                                              | Eichenholz, 1863                                                                                        | Charleville, in der Kirche St-Rémi (Lage)                  | PM08001149    | Inscrit        | 1988  |                |
| Chorgestühl (2)                                              | Eichenholz, 18. und 19. Jahrhundert                                                                     | Mohon, in der Kirche St-Lié (Lage)                         | PM08001242    | Inscrit        | 1988  |                |
| 16 Kirchenbänke                                              | Holz, 1863                                                                                              | Charleville, in der Kirche St-Rémi (Lage)                  | PM08001150    | Inscrit        | 1988  |                |
| Adlerpult                                                    | Eichenholz, 18. Jahrhundert                                                                             | Charleville, in der Kirche St-Rémi (Lage)                  | PM08001282    | Inscrit        | 2010  |                |
| Kirchenfenster                                               | aus dem 15. und 16. Jahrhundert; 1918 zerstört                                                          | Mézières, in der Basilika Notre-Dame-de-l’Espérance (Lage) | PM08000620    | Classé         | 1908  |                |
| Zwei Weihwasserbecken                                        | Marmor, 15. Jahrhundert                                                                                 | Mézières, in der Basilika Notre-Dame-de-l’Espérance (Lage) | PM08000103    | Classé         | 1911  |                |
| Skulptur Christus in der Rast                                | Holz, farbig gefasst, 16. Jahrhundert; 1967 gestohlen                                                   | Mézières, in der Basilika Notre-Dame-de-l’Espérance (Lage) | PM08000104    | Classé         | 1908  |                |
| Skulptur Madonna mit Kind                                    | Holz, 16. Jahrhundert                                                                                   | Mézières, in der Basilika Notre-Dame-de-l’Espérance (Lage) | PM08000105    | Classé         | 1911  |                |
| Drei Gemälde: Kreuzabnahme, Auferstehung und Taufe Chlodwigs | Ölfarbe auf Leinwand, 18. Jahrhundert von Nicolas Wilbault                                              | Charleville, in der Kirche St-Rémi (Lage)                  | PM08000108    | Classé         | 1908  |                |
| Mörser (2)                                                   | Bronze, 1748 gegossen                                                                                   | Mézières, im Krankenhaus (Lage)                            | PM08000116    | Classé         | 1933  |                |
| Grabstein für Antoine de Saint-Paul                          | moderne Kopie des Steins aus dem 16. Jahrhundert; original im Museum                                    | Mézières, in der Basilika Notre-Dame-de-l’Espérance (Lage) | PM08000107    | Classé         | 1911  |                |
| Reliquienbüste                                               | Holz, vergoldet, 15. Jahrhundert                                                                        | Mohon, in der Kirche St-Lié (Lage)                         | PM08000109    | Classé         | 1911  |                |
| Grabstein mit Kreuzigungsdarstellung                         | Stein, bezeichnet 1567                                                                                  | Mohon, in der Kirche St-Lié (Lage)                         | PM08000110    | Classé         | 1911  |                |
| Reliquienschrein des heiligen Laetus von Micy                | Holz, farbig gefasst, 17. Jahrhundert                                                                   | Mohon, in der Kirche St-Lié (Lage)                         | PM08000111    | Classé         | 1911  |                |
| Retabel des Hauptaltars                                      | Stein, 17. Jahrhundert                                                                                  | Mohon, in der Kirche St-Lié (Lage)                         | PM08000112    | Classé         | 1957  |                |
| Gemälde Porträt von Carlo I. Gonzaga                         | Ölfarbe auf Leinwand, erste Hälfte des 17. Jahrhunderts, von Daniel Dumonstier; im Museum deponiert     | Charleville, im Haus 12 rue de la République (Lage)        | PM08000117    | Classé         | 1979  | weitere Bilder |
| Taufbecken (3)                                               | Stein, undatiert; aus Grandpré                                                                          | Mézières, im Garten der Präfektur (Lage)                   | PM08000120    | Classé Inscrit | 1970  |                |
| 90 Arzneigefäße                                              | Fayence, undatiert                                                                                      | Charleville, im ehemaligen Hospital Covisart (Lage)        | PM08000122    | Classé         | 1973  |                |
| Zwei Reliefs                                                 | Stein, 16. Jahrhundert; am Hauptaltar                                                                   | Mézières, in der Basilika Notre-Dame-de-l’Espérance (Lage) | PM08000619    | Classé         | 1911  |                |
| Mörser mit Etui                                              | Marmor, undatiert                                                                                       | Charleville, im ehemaligen Hospital Covisart (Lage)        | PM08000626    | Classé         | 1973  |                |
| Tisch                                                        | Holz, Marmor, 18. Jahrhundert                                                                           | Charleville, im ehemaligen Hospital Covisart (Lage)        | PM08000628    | Classé         | 1973  |                |
| Monstranz                                                    | Silber, vergoldet, 19. Jahrhundert                                                                      | Mézières, in der Krankenhauskapelle (Lage)                 | PM08001128    | Inscrit        | 1978  |                |